# Our Relation
《Our Relation》是日本女性歌手今井繪理子的第7張單曲，在2002年7月10日由SONIC GROOVE發行。當中收錄東京電視網動畫《足球小將》主題曲。

## 曲目
1. Our Relation
  - 作詞・作曲・編曲:葉山拓亮
2. Only For You
  - 作詞・作曲・編曲:葉山拓亮
3. Our Relation (Lead no Lead Mix)
  - 重混:前嶋康明
4. Our Relation (instrumental)
5. Only For You (instrumental)

## 其他的收錄作品
- Our Relation
  - Single Collection〜Stairway〜(CD,DVD)
  - 15年150曲
  - 20年200曲

## 外部連結
- （日語） elly官方網站（页面存档备份，存于）